# Jacqueline Careyová
Jacqueline Careyová (*9. října 1964 v Highland Park, Illinois, USA) je americká spisovatelka především fantasy románů.

## Životopis
Narodila se ve městě Highland Park ve státě Illinois v USA. Vystudovala Lake Forest College se zaměřením na psychologii a anglickou literaturu (ukončeno v roce 1986). Během studií pracovala v rámci výměnného programu 6 měsíců v londýnském knihkupectví. Tehdy se rozhodla věnovat se psaní profesionálně. Po deseti letech (v roce 2001) dosáhla úspěchu s publikací její první knihy. Žije v Michiganu.

## Díla

### Terre D'Ange
První román Kushiel's Dart – s českým názvem Kushielova střela získal v roce 2002 ocenění Locus Award v kategorii Best First Novel. Je to první román z trilogie, na který navazují romány Kushiel's Chosen (česky Kushielova vyvolená) a Kushiel's Avatar (česky Kushielovo vtělení). Trilogie vypravuje životní příběh Phèdre nò Delaunay.
Navazující druhá trilogie (Treason's Heir nebo též Imriel trilogy v USA) pokračuje životními osudy Imriela nò Montrève de la Courcel, adoptivního syna Phèdre nò Delaunay de Montrève.
Třetí trilogie (Moirin trology) se odehrává o staletí později a je líčena z pozice Moirina Maghuinn Dhon, požehnaného Naamah.

### Ostatní
Její další fantasy série je nazvána "The Sundering" a zahrnuje romány Banewreaker a Godslayer. Jde o příběh ve stylu Tolkienova Pána prstenů, ale je vyprávěna jako tragédie líčená z pozice temné strany.
Třetí fantasy série tvoří dvojice knih Santa Olivia a Saints Astray.

### Terre D'Ange | Kushiel´s Universe
- Kushiel's Legacy:
  - Kushiel's Dart/Kushielova střela
  - Kushiel's Chosen/Kushielova Vyvolená
  - Kushiel's Avatar/Kushielovo vtělení
  - Earth Begotten
- Imriel Trilogy:
  - Kushiel's Scion
  - Kushiel's Justice
  - Kushiel's Mercy
- Moirin Trilogy:
  - Naamah's Kiss
  - Naamah’s Curse
  - Naamah’s Blessing

### Ostatní
- The Sundering:
  - Banewreaker
  - Godslayer
- Santa Olivia
  - Santa Olivia
  - Saints Astray

#### Povídky
- "You and You Alone" je očekávaný milostný příběh Anafiela Delauney and Rolanda de la Courcel, který má být zařazen do antologie Songs of Love and Death, za kterou stojí známý George R. R. Martin (2010)
- "In The Matter of Fallen Angels" (z Elemental: The Tsunami Relief Anthology (2006), Steven Savile, Alethea Kontis)
- "The Isle of Women" (z Emerald Magic: Great Tales of Irish Fantasy (2004), Andrew Greeley)
- "Jazznight" z I-94: A Collection of Southwest Michigan Writers (1997)

#### Starší povídky publikované online
- "The Peacock Boy,"z The Scroll (issue 4, 1995)
- "Actaeon," z The Scroll (issue 6, 1995)
- "The Antedivulians," Prisoners of the Night #9 (1995)
- "In the City," z Quanta (1995)
- "Bludemagick," z InterText (issue #26, 07–08 1995),
- "What Bled Through the Wall," z Clique of the Tomb Beetle (1996)

### Další
- Angels: Celestial Spirits in Legend & Art (1997)